# تغییرها
تغییرها (به انگلیسی: Changes) نام پنجمین آلبوم استودیویی اثر خوانندهٔ کانادایی، جاستین بیبر است که در ۱۴ فوریه ۲۰۲۰ منتشر شد.
این آلبوم به محض انتشار در ایالات متحده، توانست به رتبهٔ ۱ جدول بیلبورد ۲۰۰ برسد.
تک‌آهنگ لذیذ با قرار گیری در جایگاه دوم صد آهنگ داغ بیلبورد و بیش از ۳۰۰ میلیون بازدید در یوتیوب تا کنون موفق ترین تک آهنگ آلبوم است. همچنین یک مستند ۱۰ قسمتی به نام جاستین بیبر: فصل‌ها در ژانویه ۲۰۲۰ منتشر شد که به فرایند ساخت آثار از جمله همین آلبوم می‌پردازد.
تور تغییرها مجموعه کنسرت‌هایی است که در ادامه انتشار این آلبوم توسط بیبر اجرا خواهد شد.